# کوزاری
کوزاری، با عنوان کامل ابطال و برهان در حمایت دین خدمت‌گزار (عربی: الحجة والدليل في نصرة الدين الذليل) که به کتاب خزر نیز معروف است، یکی از مشهورترین آثار یهودا هلوی، فیلسوف و شاعر یهودی اسپانیایی قرون وسطی است که تألیف آن در سال ۴۹۰۰ عبری (۱۱۳۹–۴۰ میلادی) به پایان رسید.

این کتاب به دلیل مواجهه هلوی با قرائیم اسپانیایی به زبان عربی نوشته شد و بعدتر توسط دانشمندان متعددی از جمله یهودا بن شائول بن تیبون به عبری و زبان‌های دیگر ترجمه شد، و به‌عنوان یکی از مهم‌ترین دفاعیات دینی فلسفه یهود تلقی می‌شود. این کتاب که به پنج بخش (مقاله) تقسیم می‌شود، به صورت گفتگوی بین یک ربی و پادشاه خزرها است که از پادشاه ازربی دعوت کرده‌است تا به او در مورد اصول یهودیت در مقایسه با ادیان ابراهیمی: مسیحیت و اسلام آموزش دهد.

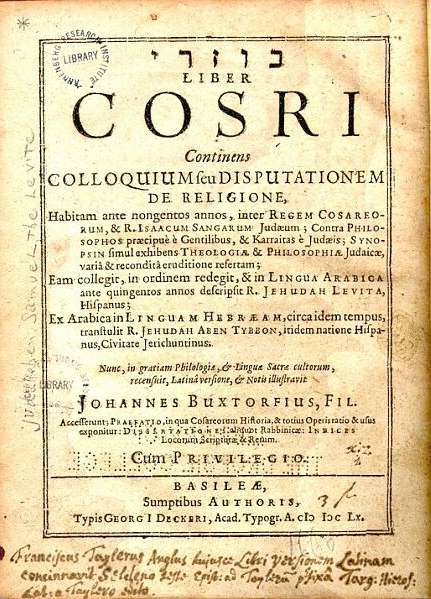
جلد نسخه ۱۶۶۰ به زبان لاتین یوهانس باکستورف دوم، از کوزاری.